# Marcel Morabito
Pour les articles homonymes, voir Morabito.
Marcel Morabito (né le 25 décembre 1951 à Hyères) est un professeur des universités, il est spécialiste du droit public et de l'histoire du droit.

## Biographie

### Jeunesse et études
Après des études à la faculté de droit de l'université d'Aix-Marseille, il fait une thèse sur l'esclavage dans l'Antiquité romaine, sous la direction de Gérard Boulvert et obtient l'agrégation d'histoire du droit en 1983. 

### Parcours professionnel
Professeur à la faculté de droit et de science politique de l'université de Rennes I et directeur du centre régional de préparation à l’École nationale d'administration, Marcel Morabito devient en 1991 le fondateur et le premier directeur de l'Institut d'études politiques de Rennes, réunissant autour de lui de grands noms du monde universitaire. 
En 1998, Marcel Morabito devient professeur à l’université Paris I Panthéon-Sorbonne. Il exerce ensuite la fonction de recteur de l’académie de la Martinique (2000-2003) et de l’académie de Grenoble (2004-2005).  
En 2006, il se consacre de nouveau à l’enseignement en devenant professeur à l'Institut d'études politiques de Paris. Il est simultanément conseiller auprès du directeur de la recherche technologique du CEA de 2006 à  2015. 
Marcel Morabito est aujourd'hui professeur émérite de l'IEP de Paris.

## Recherche
Auteur d’un ouvrage de référence sur l’Histoire du droit constitutionnel, il est l’un des spécialistes  de l’histoire constitutionnelle et politique de la France.

## Distinctions

### Décorations
- Officier de la Légion d'honneur (2014)[5]
- Commandeur de l'ordre des Palmes académiques.

### Prix et hommages
Marcel Morabito est docteur honoris causa de l’Université de Białystok, en Pologne.

## Ouvrages
- Regional Accountability and Executive Power in Europe (edited by Marcel Morabito and Guillaume Tusseau), Routledge 2024
- Comparative Executive Power in Europe. Perspectives on Accountability from Law, History and Political Science (edited by Marcel Morabito and Guillaume Tusseau), Routledge, 2023
- Histoire constitutionnelle de la France de 1789 à nos jours (17e édition), LGDJ, 2022
- Recherche et innovation: quelles stratégies politiques? Presses de Sciences Po, 2014
- Culture et politique du droit administratif (traduction et présentation de l'ouvrage de Sabino Cassese), Dalloz, 2008
- 1795 : pour une République sans Révolution (sous la direction de Marcel Morabito et de Roger Dupuy), Presses Universitaires de Rennes, 1996
- Il comando negato, Lacaita, 1996
- Le chef de l’Etat en France (2e édition), Montchrestien, 1996
- La Révolution et les juristes à Rennes (sous la direction de Marcel Morabito), Economica, 1989
- Les réalités de l’esclavage d’après le Digeste, Les Belles Lettres, 1981